# Sadah
Sadah is een bestuurslaag in het regentschap Bangkalan van de provincie Oost-Java, Indonesië. Sadah telt 3253 inwoners (volkstelling 2010).